# Kim Hartman
Kim Hartman (Londen, Engeland, 11 januari 1952) is een Engelse actrice. Ze is vooral bekend van haar rol als soldaat Helga in de succesvolle comedyserie 'Allo 'Allo!. Ze speelde in alle 85 afleveringen mee. Toen de televisieserie was afgelopen, speelde ze met enkele van de originele acteurs ook in de theaterversie van 'Allo 'Allo, die in Australië, Groot-Brittannië en Nieuw-Zeeland te zien was. 
Naast haar rol in 'Allo 'Allo was Hartman op televisie te zien in enkele gastrollen in Casualty, The Brittas Empire en Grange Hill. Verder speelde ze vooral in theaterstukken.
Kim Hartman heeft twee kinderen. 

## Filmografie
- Play for Today Televisieserie - Receptioniste (Afl., The Peddler, 1976)
- Miss Jones and Son Televisieserie - Louise (Afl., And Father Came Too..., 1977)
- 'Allo! 'Allo! At the London Palladium (Tv-special, 1988) - Soldate Helga Geerhart
- Cannon and Ball's Playhouse: Free Every Friday (Televisiefilm, 1991) - Annette Osbourne
- 'Allo 'Allo! Televisieserie - Soldaat Helga Geerhart (85 afl., 1982, 1984-1992)
- The Brittas Empire Televisieserie - Lotte Laudrup (Afl., Wake Up the Lion Within, 1997)
- Casualty Televisieserie - Roz Fenton (Afl., Facing Up, 1997)
- Grange Hill Televisieserie - Mrs. Rawlinson (Episode 28.7, 2005)